# Гучков, Николай Иванович
Никола́й Ива́нович Гучко́в (14 [26] декабря 1860, Москва, Российская империя — 6 января 1935, Париж, Франция) — российский предприниматель, политик, общественный деятель городского самоуправления и организатор городского хозяйства Москвы. Московский городской голова в 1905—1912 годах; возглавив городское хозяйство в разгар революции 1905 года, руководил восстановлением города и его экономики после декабрьских боёв. Почётный гражданин Москвы (1914)
Брат политика и предпринимателя А. И. Гучкова.

## Происхождение
Выходец из московской купеческой семьи 14 (26) декабря 1860 года.
- Прадед — Фёдор Алексеевич, из крестьян Малоярославецкого уезда Калужской губернии, дворовой человек надворной советницы Белавиной. Работал в Москве на ткацко-прядильной фабрике, где перешёл в старообрядчество из православия, что считалось уголовным преступлением. Скопив деньги, смог выкупить на волю себя и свою семью. В 1789 году на беспроцентный заём от старообрядческой общины основал собственное ткацкое предприятие. После отказа покупать шерсть у московского генерал-губернатора за приверженность старообрядчеству и отказ перейти в единоверие был выслан в Петрозаводск, где в 1856 году скончался в глубокой старости.
- Дед — Ефим Фёдорович, преемник Фёдора Алексеевича в качестве владельца предприятия, при котором основал школу для сирот. Вместе с братом Иваном и детьми под угрозой репрессий со стороны властей и конфискации имущества в 1853 году, в отличие от своего отца,  перешёл в единоверие — направление в старообрядчестве, признающее юрисдикцию российской греко-кафолической православной церкви. Его приверженцы, хотя в меньшей степени, чем другие старообрядцы, на практике всё же дискриминировались в царской России. Вместе с братом финансировал строительство единоверческих храмов. Избирался московским городским головой.
- Отец — Иван Ефимович, совладелец торгового дома «Гучкова Ефима сыновья», купец 1-й гильдии, потомственный почётный гражданин, мануфактур-советник, председатель Совета Московского учётного банка, почётный мировой судья.
- Мать — Корали Петровна Вакье; француженка, которую Иван Ефимович во время поездки во Францию отбил у её мужа. Бывшая гувернантка. Перешла в православие, и её дети по паспорту числились уже православными.
- Брат — Фёдор Иванович (1860—1913), один из создателей «Союза 17 октября», фактический руководитель газеты «Голос Москвы». Брат-близнец.
- Брат — Александр Иванович (1862—1936) — лидер партии «Союз 17 октября». Председатель III Государственной думы (1910—1911). Военный и морской министр Временного правительства России (1917).
- Брат — Константин Иванович (1865—1934), российский предприниматель.

## Биография
Окончил 2-ю Московскую гимназию (1881) и юридический факультет Московского университета со степенью кандидата (1886); с 1887 года служил мировым судьёй.
Член правления Товарищества чайной торговли «Петра Боткина сыновья», Товарищества Ново-Таволжанского свеклосахарного завода Боткиных, один из директоров торгового дома «Ефим Гучков и сыновья» (до 1911), член правления завода «Гужон», член наблюдательного совета и ревизионной комиссии общества Московско-Казанской железной дороги, член правления Нижегородско-Самарского земельного банка, член советов Петербургского международного и Московского коммерческого банков, кандидат в члены правления Северного страхового общества, директор правлений Общества Московского вагоностроительного завода, сельскохозяйственного и торгово-промышленного общества «Будущность», Товарищества Московского завода, Гюбнера Альберта товарищества. Почётный мировой судья, потомственный почётный гражданин города Москвы (1887), земский гласный, член губернского по земским и городским делам (1901) и городского по воинской повинности присутствий.

### Московская городская дума

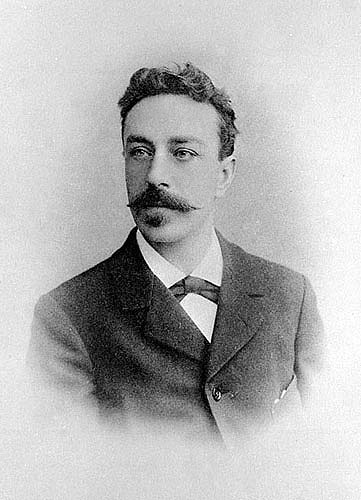
Николай Иванович Гучков, примерно начало XX века

В 1893 году 33-летний Николай Иванович был избран гласным Московской городской думы и получил классный чин. В Думе был членом финансовой, водопроводной, железнодорожной, училищной и других комиссий, совета попечительств о бедных. Находился в оппозиции к московскому губернатору и городскому голове В. М. Голицыну. Имел большой опыт общественной работы в областях народного образования и народного призрения.
В 1894—1896 годах — выборный Московского биржевого общества.
Во время первой русской революции вступил в Союз освобождения, был в числе гласных Московской городской думы, подписавших заявление от 30 ноября 1904 года, содержавшее требование демократических свобод, отмены исключительных законов, установления контроля общественных сил над законностью действий администрации. В январе 1905 года совместно с другими гласными подписал ходатайство городской думы о пересмотре закона о стачках и предоставлении рабочим права на организацию мирных стачек, а также права собраний и союзов. Участвовал в различных совещаниях, рассматривавших вопрос о создании общероссийской городской организации. В 1905 году участвовал в создании и работе политической партии Союза 17 октября.
В связи с событиями октября 1905 года Голицын ушёл в отставку. После отставки Голицына Николай Гучков баллотировался и был избран московским городской головой.
29 ноября 1905 года московский градоначальник писал о Гучкове в своём представлении управляющему министерством внутренних дел:

«Пользуется заслуженным уважением. Как заслуженный общественный деятель, обладает полным знанием городских дел гор. Москвы. По убеждениям умеренно-разумный общественный деятель прогрессивного направления, материально сравнительно обеспечен (…) К утверждению в должности (…) не встречается препятствий и какое представляется весьма желательным, так как на Н. И. Гучкова по справедливости возлагаются большие надежды в отношении столь ожидаемого всеми упорядочения городского хозяйства. Скорейшее назначение московского городского головы представляется особенно желательным в виду положения, в каком ныне находится городское общественное управление гор. Москвы».

### Московский городской голова (1905—1912)

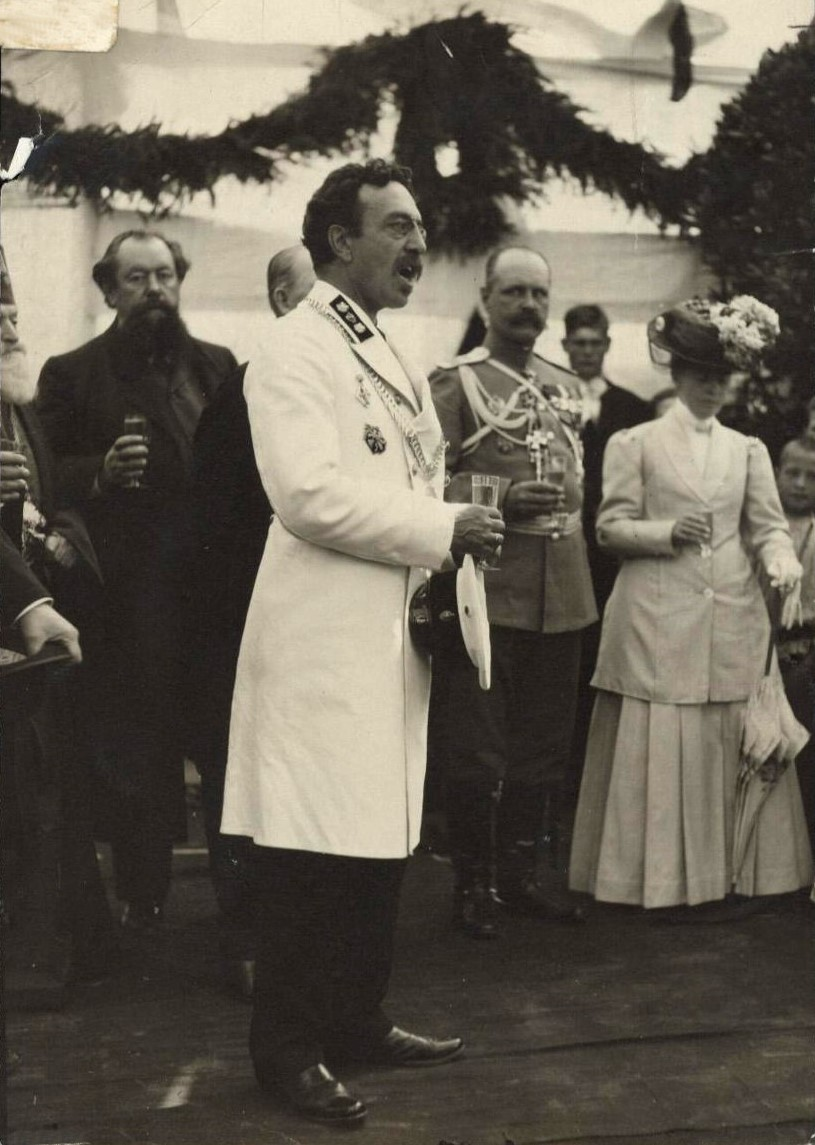
Городской голова Гучков произносит речь перед закладкой народного университета на Миусской площади (вдали - В. Ф. Джунковский). 1911 год.

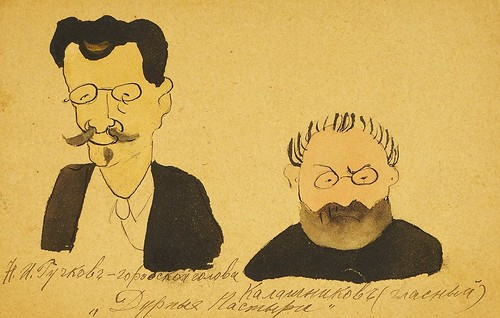
"Дурные пастыри" - Н. И. Гучков (городской голова) и
П. М. Калашников (гласный) Рис. В. Каррика

Сразу после избрания городским головою Гучков вышел из Союза октябристов, провозгласил курс на беспартийную хозяйственную работу в городе и придерживался его впоследствии.
Начало его работы на этом посту совпало с революционными выступлениями рабочих Москвы в ноябре — декабре 1905 года. Николай Иванович сделал всё возможное для защиты мирных граждан, женщин и детей, находившихся в опасных кварталах города, и организовал санитарную помощь раненым и горожанам, потерявшим жильё и средства к существованию. Когда жизнь города вернулась в нормальное русло, основной заботой Н. И. Гучкова стало благоустройство Москвы.
Гучкову достались в наследство разорённые городские финансы (поступлений не хватало на выплату зарплаты), распропагандированные революционерами городские служащие, разрушения после декабрьских боёв и городская дума, расколотая на два непримиримых лагеря.
Вместе с А. И. Гучковым в конце 1906 года основал «Московское товарищество для издания книг и газет», издававшем газету «Голос Москвы» — фактический центральный орган «Союза 17 октября».
В ноябре 1907 года назначен членом Особого присутствия в Сенате.
С 30 июля 1907 года — действительный статский советник, с 1908 года — потомственный дворянин. 7 января 1909 года Николай Гучков был переизбран.
При Гучкове в 1911 году московская городская дума издала постановление о приобретении владения Л. Н. Толстого в Хамовниках.
8 сентября 1911 года, как московский городской голова, он выехал в Киев на похороны Петра Столыпина; возложил на гроб Столыпина венок с надписью: «Положившему жизнь за Родину, великому гражданину русской земли Петру Аркадьевичу Столыпину от города Москвы».
Годы его руководства стали расцветом хозяйственной деятельности Думы. В 1908—1912 годах прибыли промышленных предприятий Москвы возросли более чем в три раза. Были восстановлены городские финансы: доходная часть бюджета к 1913 выросла до 49 млн руб. по сравнению с 15 млн в 1901, при дефиците бюджета менее 2 млн руб. Началось строительство второй очереди городской канализации, развита лучшая в России трамвайная сеть, начальное образование стало общедоступным и бесплатным. Финансирование проектов Гучков осуществлял за счёт городских займов, размещённых за границей.
В Москве Гучкову принадлежала усадьба в Петроверигском переулке, 4.

### Дальнейшая деятельность
Выйдя в 1913 году из-за обвинений в превышении служебных полномочий в отставку, Гучков оставался гласным городской Думы и активным деятелем думских комитетов, организатором московского Красного Креста. После его отставки Москва почти два года оставалась без городского головы — за год Дума избирала руководителя трижды, но никто из избранников не был утверждён правительством. Только в 1914 году городским головой стал М. В. Челноков.
С мая 1913 года — Председатель совета и правления  Русско-Американской торговой палаты.
С июня 1915 года — представитель Московской городской думы в Центральном военно-промышленном комитете.

#### Благотворительность
С 1915 года — член Особо комиссии по призрению воинских чинов и других лиц, пострадавших в продолжение войны, а также их семей.

### Революция, гражданская война, эмиграция
В 1917 году был уполномоченным Общества Красного Креста, Земгора и других учреждений при правительствах А. И. Деникина и П. Н. Врангеля. После Октябрьской революции принимал участие в Белом движении. В 1918 году выехал на юг, в ставку А. И. Деникина.
В 1920 году эмигрировал во Францию, на родину своей матери. Его деятельность в эмиграции носила чисто гуманитарный характер. В 1920-е годы — член приходского совета церкви преподобного Сергия Радонежского на Свято-Сергиевском подворье в Париже.
Был женат на Вере Петровне Боткиной, племяннице С. П. Боткина.
Скончался 6 января 1935 года в Париже, похоронен на кладбище Сент-Женевьев-де-Буа.

## Награды
Имел российские и иностранный орден:
- орден Св. Анны 3-й ст. (19020
- орден Св. Владимира 3-й ст. (1910)
- орден Св. Станислава 1-й ст. (1912)
- бухарский орден Золотой Звезды с алмазами (1912)

## Память
22 декабря 2010 года в здании Московской городской Думы состоялось открытие историко-документальной выставки Главархива Москвы «Московский городской голова Николай Иванович Гучков. К 150-летию со дня рождения».

## Интересные факты
- Гучков был одним из крупнейших собирателей русской живописи. В его коллекцию, в частности, входили произведения М. А. Врубеля, К. А. Горбунова, О. А. Кипренского, И. М. Прянишникова, А. К. Саврасова, В. А. Тропинина, П. М. Шмелькова, П. А. Федотова.[9]
- Имение Н. И. Гучкова в Гурзуфе (со всем движимым и недвижимым имуществом) вместе с имениями Наумовой А. К., Максимовича Ф. И., Гурова В. В. было национализировано в 1921—1922 годах.[10]
- По семейному преданию Н. И. Гучков перед своим отъездом во дворе дома на Маросейке закопал сундучок с драгоценностями своей жены, который до сих пор не найден (Гучков не сообщил детям о его местонахождении, поскольку был уверен в скором возвращении).[11]
- Свою заработную плату городского головы Н. И. Гучков оставлял в своём рабочем столе и потом раздавал просителям.[11]